# Wirtschaftsblatt
Le Wirtschaftsblatt (orthographe correcte : WirtschaftsBlatt) était un quotidien national autrichien axé sur l'économie.

## Histoire
Le journal économique paraît pour la première fois en octobre 1995. Il s'est spécialisé dans les domaines de l'économie et de la politique économique, des entreprises et des marchés, de la bourse et des investissements financiers, ce qui en fait, selon ses propres informations, le seul journal spécialisé de ce type en Autriche. Le journal paraissait chaque jour de bourse du lundi au vendredi et a été conçu par une cinquantaine de journalistes spécialisés et 30 collaborateurs travaillant à la production du journal.
Le 16 août 2016, le Styria Media Group a annoncé que le journal économique paraîtrait pour la dernière fois le 2 septembre 2016. Grâce à la restructuration et aux économies, il a été possible de réduire considérablement les pertes du journal économique ces dernières années tout en maintenant la qualité du journal. Mais à l'avenir, les coûts ne peuvent pas être refinancés par le marché.
La dernière édition imprimée a été publiée le 2 septembre 2016. Le 28 octobre 2016, le portail en ligne Wirtschaftsblatt.at a également été fermé. En cherchant « wirtschaftsblatt.at » sur un moteur de recherche, l'internaute est désormais redirigé vers la rubrique « économie (Wirtschaft) » du journal Die Presse.

## Propriétaire
Initialement, Styria Multimedia AG et le groupe suédois Bonnier détenaient chacun 50 % du Wirtschaftsblatt et du portail en ligne wirtschaftsblatt.at. En mai 2006, Styria a repris toutes les actions de Bonnier et est devenue 100 % propriétaire de Wirtschaftsblatt Medien GmbH et du portail wirtschaftsblatt.at.
Le Wirtschaftsblatt était membre coopératif de l'agence de presse autrichienne.

## Portée et diffusion
En 2009, selon l'ÖAK, le journal économique avait un tirage de 20 537 exemplaires et, selon l'analyse des médias MA 13/14 - Groupe de travail sur les quotidiens, il a été lu par environ 66 000 personnes (vendredi). édition : 80 000 personnes. Cela correspond à une fourchette (à l'échelle de l'Autriche) d'environ 0,9 % (Fr. 1,1 %).

## En ligne
Le 25 janvier 2007, le nouveau média en ligne wirtschaftsblatt.at a été relancé sous la forme d'une équipe éditoriale intégrée. Le contenu du portail était basé sur le thème du journal économique.
Selon Austrian Web Analysis (ÖWA) de décembre 2014, le média en ligne a atteint environ 546 000 clients uniques, 1,4 million de visites et plus de 3,51 millions de pages vues avec une durée moyenne de séjour de 4:43. minutes. 